# Мартынов, Валерий Юрьевич
Валерий Юрьевич Мартынов (23 декабря 1954, Казань) — советский и российский футболист, защитник, тренер.

## Биография
Воспитанник казанского спортивного клуба «Электрон» (тренер — А. Г. Муртазин). В 1973 году впервые включён в заявку «Рубина», но ни одного матча не сыграл. В 1974—1976 годах проходил военную службу, выступая за новосибирскую «Звезду» в соревнованиях КФК. В 1977 году вернулся в «Рубин» и стал основным защитником команды.
В 1979 году перешёл в куйбышевские «Крылья Советов». Дебютный матч в высшей лиге сыграл 2 апреля 1979 года в Алма-Ате против местного «Кайрата». Всего в первом круге сезона 1979 года сыграл 12 матчей за куйбышевский клуб и в июле покинул команду. «Крылья Советов» по итогам сезона вылетели из высшей лиги.
В ходе сезона 1979 года вернулся в «Рубин», где выступал следующие пять лет. В 1985 году на сезон вернулся в «Крылья Советов», потом ещё четыре года выступал за «Рубин». В первой половине 1990-х годов несколько лет провёл в ижевских клубах «Зенит» и «Газовик». В 1995 году в очередной раз вернулся в «Рубин», по окончании сезона в 41-летнем возрасте завершил профессиональную карьеру.
Всего провёл в «Рубине» 12 сезонов, является рекордсменом команды по числу проведённых матчей в первенствах СССР и России (393), забил за это время 28 голов. Включён в символическую сборную «Рубина» XX века по версии «Бизнес-Газеты». Во всех командах за карьеру сыграл более 600 матчей в соревнованиях профессионалов (мастеров).
В 1989 году был в «Рубине» играющим тренером. После окончания игровой карьеры снова работал в «Рубине», а также в тренерских штабах клубов «Автомобилист» (Ногинск), «Навбахор», «Елец», в большинстве из них ассистировал Игорю Волчку. Также работал с любительскими клубами «ННПЗ» (Нижнекамск), «Искра» (Казань), «КАМАЗ-2» (Набережные Челны), «ДЮСШ Вахитовского района» (Казань) и другими.

## Личная жизнь
Супруга — Татьяна. Младшая дочь Яна (род. 1988) — пловчиха, неоднократная чемпионка России, чемпионка всемирной Универсиады, призёр чемпионатов мира и Европы, старшая — Марина, мастер спорта по плаванию.